# Липовка Друга
Ли́повка Дру́га (рос. Липовка Вторая, чув. Иккĕмĕш Липовка) — присілок у Чувашії Російської Федерації, у складі Атнарського сільського поселення Красночетайського району.
Населення — 76 осіб (2010; 104 в 2002, 135 в 1979, 206 в 1939, 125 в 1927). Національний склад — чуваші, росіяни.
Національний склад (2002):
- чуваші — 86 %

## Історія
Засновано 1926 року. Селяни займались землеробством, тваринництвом. 1929 року створено колгосп «Радіо». До 1927 року присілок входив до складу Красночетаївської волості Ядринського повіту. З переходом на райони 1927 року — спочатку у складі Красночетайського, у період 1962–1965 років — у складі Шумерлинського, після чого знову переданий до складу Красночетайського району.

## Господарство
У присілку діє їдальня.